# Elvis Recorded Live on Stage in Memphis
Albums de Elvis Presley
Good Times
(1974) Having Fun with Elvis on Stage
(1974)
Elvis Recorded Live on Stage in Memphis est un album d'Elvis Presley sorti en juillet 1974. C'est un album live enregistré au Midsouth Coliseum de Memphis le 20 mars de la même année.

## Titres

### Face 1
1. See See Rider (trad. arr. Elvis Presley) – 3:03
2. Medley: I Got a Woman / Amen (Ray Charles / Renald Richard) – 4:45
3. Love Me (Jerry Leiber, Mike Stoller) – 1:50
4. Trying to Get to You (Rose Marie McCoy, Charlie Singleton) – 2:02
5. Medley: Long Tall Sally / Whole Lotta Shakin' Goin' On / Your Mama Don't Dance / Flip Flop and Fly / Jailhouse Rock / Hound Dog (Enotris Johnson, Robert Blackwell, Richard Penniman / Dave « Curlee » Williams, Sunny David / Kenny Loggins, Jim Messina / Jesse Stone, Lou Willie Turner / Jerry Leiber, Mike Stoller) – 3:32
6. Why Me Lord? (Kris Kristofferson) – 2:50
7. How Great Thou Art (Stuart K. Hine) – 3:44

### Face 2
1. Medley: Blueberry Hill / I Can't Stop Loving You (Al Lewis, Vincent Rose, Larry Stock / Don Gibson) – 2:59
2. Help Me (Larry Gatlin) – 2:42
3. An American Trilogy (Mickey Newbury) – 3:57
4. Let Me Be There (John Rostill) – 3:33
5. My Baby Left Me (Arthur Crudup) – 2:22
6. Lawdy Miss Clawdy (Lloyd Price) – 2:14
7. Can't Help Falling in Love (George David Weiss, Hugo Peretti, Luigi Creatore) – 1:36
8. Closing Vamp – 0:47

## Musiciens
- Elvis Presley : chant, guitare acoustique
- James Burton : guitare lead
- Charlie Hodge : guitare acoustique, chœurs
- John Wilkinson : guitare rythmique
- Duke Bardwell : basse
- Ronnie Tutt : batterie
- Glen D. Hardin : piano
- J. D. Sumner and the Stamps, The Sweet Inspirations, Kathy Westmoreland : chœurs